# Annabel Kosten
Annabel Kosten (ur. 23 maja 1977 w Oostburg) – holenderska pływaczka, specjalizująca się w stylu dowolnym.
Jej największym sportowym osiągnięciem jest wywalczenie w 2004 roku brązowego medalu na igrzyskach olimpijskich w Atenach w sztafecie 4 × 100 m stylem dowolnym.
Podczas mistrzostw Europy na krótkim basenie w Antwerpii (2001) była w składzie sztafety 4 × 50 m stylem dowolnym, która przypłynęła do mety na 2. miejscu. 2 lata później wywalczyła złoto w Dublinie w tej samej sztafecie.
W 2004 roku zdobyła srebrny medal mistrzostw Europy w Madrycie w sztafecie 4 × 100 m stylem dowolnym.